# Fluorid uraničitý
Fluorid uraničitý je anorganická sloučenina se vzorcem UF4. Je to zelená pevná látka bez zápachu a nerozpustná ve vodě. Uran je ve svém čtyřmocném (uraničitém) stavu důležitý v různých technologických procesech. V průmyslu rafinace uranu je znám jako zelená sůl.

## Výroba
UF4 se vyrábí z vytěženého uranu ve formě UO2 reakcí s HF. Ročně je tímto způsobem vyrobeno kolem 60 000 tun UF4. Běžnou nečistotou bývá UO2F2. UF4 je také náchylný k hydrolýze.
UF4 také vzniká redukcí UF6 plynným vodíkem, je méně stabilní než oxidy uranu a pomalu reaguje při pokojové teplotě s vlhkostí za vzniku UO2 a HF, který je velmi korozivní a toxický; je tak pro dlouhodobou likvidaci méně vhodná. Sypná hustota UF4 se pohybuje v rozmezí od 2,0 g.cm−3 do 4,5 g.cm−3 v závislosti na výrobním procesu a vlastnostech výchozích sloučenin uranu.

## Reakce
Fluorid uraničitý se oxiduje fluorem, nejprve za vzniku fluoridu uraničného a poté těkavého fluoridu uranového:
2 UF4 + F2 → 2 UF5
2 UF5 + F2 → 2 UF6
UF4 je redukován hořčíkem za vzniku kovového uranu:
UF4 + 2 Mg → U + 2 MgF2
UF4 oxiduje při pokojové teplotě na UF5 a při 100 °C na fluorid uranový.

## Využití
UF4 je jedním z možných paliv do reaktorů na bázi roztavených solí, díky dobré úspoře neutronů, vysokému bodu varu a chemické stabilitě.

## Bezpečnost
Stejně jako všechny ostatní soli uranu je UF4 toxický, a proto škodlivý při vdechování, požití či kontaktu s pokožkou.